# Elias Hrawi
Elias Hrawi (Arabisch: الياس الهراوي, Ilyās al-Harāwī) (Hawch Al-Umara, 4 september 1925 - Beiroet, 7 juli 2006) was een Libanees politicus. Van 1989 tot 1998 was hij president van Libanon.
Hrawi stamde uit een machtige maronitische familie van landeigenaren, maar bekeerde zich tot de Grieks-orthodoxe kerk. Hrawi studeerde aan de Saint Joseph Universiteit van Beiroet en was nadien een succesvol zakenman en boer. Hij leidde onder andere een suikerbietencoöperatie in het gouvernement Beka. Als exporteur van groenten deed hij zaken met grote Zwitserse bedrijven. Zijn zaak ging echter te gronde tijdens de Libanese Burgeroorlog. Hij gaf uiteindelijk zijn landbouwbedrijf op en zette een olieraffinaderij op.
Net als zijn broers George en Joseph ging Elias Hrawi de politiek in. In 1963 werd hij in de gemeenteraad van Zahleh gekozen. In 1972 werd hij in de Nationale Assemblée van Libanon gekozen. Van 1980 tot 1982 was hij minister van Publieke Werken onder premier Shafik Wazzan.
Na de moord op president René Moawad, op 22 november 1989 (die slechts 17 dagen aan het bewind was geweest), werd Hrawi op 24 november van dat jaar beëdigd als president van Libanon. Met steun van de Syrische bezetter wist Hrawi zijn voornaamste rivaal, generaal Michel Aoun, de leider van de militaire (tegen)regering (een soort junta), tot overgave te dwingen (oktober 1990). De overgave van Aoun betekende het einde van Libanese Burgeroorlog.
Op 22 mei 1991 tekende Hrawi een vriendschaps- en samenwerkingsverdrag met Syrië. Hiermee werd het lot van Libanon nauw met dat van Syrië verbonden, een situatie waar pas in 2005 een einde kwam. Bij de verkiezingen van 1992 wist Hrawi zijn positie te versterken toen een groot aantal van zijn aanhangers in het parlement werden gekozen.
In 1995 liep de ambtsduur van Hrawi als president af, doch een nieuw amendement verlengde zijn ambtstermijn met 3 jaar. Op 24 november 1998 werd hij door Emile Lahoud opgevolgd.
Hrawi was een aanhanger van de vreedzame co-existentie tussen de religieuze en culturele groepen in Libanon. Hij was een tegenstander van extremisme. Zijn medestanders droegen hem eens voor voor de Nobelprijs voor de Vrede. Tegenstanders van Hrawi zagen hier niets in en wezen op de pro-Syrische instelling van Hrawi en het feit dat hij weliswaar de christelijke en soennitische milities tijdens zijn ambtstermijn als president had ontwapend, doch dat hij de sjiitische milities ongemoeid had gelaten (de Syrische regering is alawitisch, een stroming binnen het sjiisme).
Elias Hrawi stierf op 80-jarige leeftijd aan de gevolgen van kanker in het ziekenhuis van de Amerikaanse universiteit in Beiroet.